# Cissus quinquangularis
Cissus quinquangularis là một loài thực vật hai lá mầm trong họ Nho. Loài này được Chiov. miêu tả khoa học đầu tiên năm 1932.